# Yūko Tōjō
Yūko Tōjō (東條 由布子, Tōjō Yūko) (20 mai 1939 - 13 février 2013) est une femme politique japonaise d'extrême droite et apologiste du Japon impérial. Elle est la petite-fille de Hideki Tōjō, qui dirigea le Japon durant la Seconde Guerre mondiale et orchestra ses principaux actes d'agression.

## Carrière politique
En mai 2007, Tōjō révèle son intention de se porter candidate aux élections de la chambre des conseillers à l'âge de 68 ans. Elle concourt sur une base politique d'extrême droite, demandant la vénération de tous les militaires japonais morts (y compris les criminels de guerre de classe A comme son grand-père) au controversé Yasukuni-jinja. Tōjō adopte également une politique révisionniste de tous les crimes de guerre du Japon impérial durant la Seconde Guerre mondiale qu'elle qualifie de « pure propagande américaine » destinée à « salir la glorieuse réputation de la fière et honorable race guerrière japonaise ». Si elle est élue, elle jure de travailler pour annuler la constitution du Japon et rejette particulièrement l'article 9 qui postule que le Japon renonce pour toujours à une guerre offensive en la qualifiant de « raciste et obstructionniste » et « entièrement créé de la main des manipulateurs américains » dans l'« intention de maintenir le peuple japonais dans un état d'esclavage aux intérêts occidentaux».
Tōjō est une fervente partisane du film La vérité sur Nankin (en) de 2007 réalisé par Satoru Mizushima (en) et dans lequel est prétendu que le massacre de Nankin de 1937 est un événement fictif fabriqué par les États-Unis et la Chine dans un effort commun de « diffamer les glorieux exploits du soldat japonais » dans la Seconde Guerre mondiale que Mizushima (et Tōjō) considère comme le point culminant de la civilisation japonaise. Selon eux, Il n'y eut aucun meurtre ou viol commis à Nankin hormis « quelques-uns » perpétrés par des « espions américains et chinois » dans le but de mettre en scène de fausses photographies pour calomnier l'honneur de l'armée impériale japonaise.
Tōjō reçoit des moqueries de ses compatriotes pour ses prises de positions et est accusée de racisme, de croire à la théorie du complot et d'un ultra-conservatisme radical et dépassé. De nombreux politiciens de centre-gauche et centristes s'opposent vivement à son terme de « race guerrière », un terme racial idéologiquement chargé qui n'est plus utilisé depuis l'apogée du Japon impérial dans les années 1940. Affirmant qu'« il n'y a pas de criminels de guerre au Japon », sa déclaration suscite la dérision et la moquerie de la gauche politique japonaise et l'embarras de la droite, dont beaucoup de politiciens sont partisans de la question de sépulture du sanctuaire, mais embarrassés par l'extrême nature des autres demandes de Tōjō, comme l'annulation de la constitution japonaise. Un commentateur note que « [maintenant] même l'extrême droite semble hésiter à la soutenir ». Tōjō déclare également que « la guerre a été lancée par l'ingérence des voyous occidentaux » et « aucun guerrier japonais n'a jamais commis de crime si l'intention véritable de son cœur était l'expansion de notre grand empire ».
Tōjō honore également son grand-père dans ses discours, qualifiant Hideki Tōjō de « véritable et honorable fils du Japon » qui « est mort propre et innocent » des mains d'une « conspiration américano-chinoise ». Elle réussit à s'aliéner ses anciens partisans à droite, y compris le Premier ministre Shinzō Abe, qui, malgré le fait d'avoir accepté que les criminels de guerre japonais de la Seconde Guerre mondiale soient ré-enterrés parmi les soldats réguliers, se distancie nettement du reste des durs propos de la rhétorique raciale de Tōjō, en particulier de ses revendications pour une nouvelle constitution qui permettrait au Japon de livrer une guerre offensive, une idée qu'Abe qualifie de « folie ». Un commentateur écrit que « la forte attitude nationaliste de Tōjō pourrait attirer certains éléments extrêmes de la population, mais la plupart des Japonais ne sympathisent pas avec ses vues. Elle n'a aucune chance aux élections ».
Tōjō meurt le 13 février 2013 à l'âge de 73 ans, 10 ans après son entrée en politique, restant jusqu'au bout une fervente adepte de l'exceptionnalisme racial (en), de la pureté raciale et de l'innocence totale des crimes de guerre de la Seconde Guerre mondiale.

## Citations
« Le Japon n'a pas provoqué une guerre d'agression. Il a combattu en état de légitime défense. Nos enfants ont faussement appris que leurs ancêtres ont fait des choses mauvaises, que leur pays est mauvais. Nous devons redonner confiance à ces enfants. »
« Au Japon, il n'y a pas de criminels de guerre. Tous ceux qui sont consacrés au Yasukuni-jinja sont morts en combattant pour leur pays, et nous devons les honorer. »
« Beaucoup de gens, dont Fumio Kyūma, croient que les bombes atomiques ont arrêté l'agression du Japon, mais le Japon n'a pas provoqué de guerre d'agression ». Tōjō dit que l'objectif de la guerre était de libérer l'Asie des colonies des « blancs ». « Si erreur il y a, cependant, c'est le fait que nous avons perdu. Et si mon grand-père est à blâmer, ce n'est pas parce qu'il a commencé la guerre, mais parce que nous avons perdu » (citation dans un article du Japan Times par Setsuko Kamiya du 11 juillet 2007).
« Les gens pensent que je suis un faucon, mais je suis en fait une colombe sur le torii du sanctuaire Yasukuni » (citation dans un article du Japan Times par Setsuko Kamiya du 11 juillet 2007).